# Río Valtodano

El río Valtodano —también llamado arroyo de los Regueros desde la salida de Fuentes de Año hasta Castellanos de Zapardiel exclusivamente en mapas pero no usado por la población, que se refiere a él como río Valtodano en todo su curso— es un río español afluente del río Zapardiel (Cuenca del Duero, subdivisión del Bajo Duero) que nace en el término municipal de Donjimeno (Ávila), atraviesa el casco urbano de Fuentes de Año y finalmente desemboca en el término municipal de Castellanos de Zapardiel.                     
"Valtodano, de curso perenne, aunque de escaso caudal" -Pascual Madoz, en su descripción de Langa 

## Nombre y geografía
De su nombre nombre proviene el del despoblado de Valtodano  que se encuentra actualmente dentro del término municipal de Langa.
El caudal del río es escaso ya que viene marcado por la sequía estival que caracteriza a la zona. Sin embargo su recarga de agua principal proviene de la Laguna del Regajal, de caudal permanente y tiene otro punto de recarga antes de Fuentes de Año donde su caudal es permanente y permite la conservación excelente de bosque de ribera diverso en este tramo. Presenta otros tres puntos de recarga en el municipio de Langa correspondientes a la Fuente el Conde, la Fuente de Valtodano y la Fuente de San Juan, que generan tramos intermitentes con caudal y vegetación de ribera, y tramos secos. Hace años, el río era problemático porque causaba inundaciones de forma muy común en la época lluviosa. 
En su curso, encontramos varias áreas con bosque de ribera en el que podemos encontrar especies como Populus nigra y Populus x canadensis (esporádicos) acompañados de juncáceas y rosáceas en los tramos intermitentes, mientras que en su tramo de flujo activo en Fuentes de año aparecen especies como Ulmus minor,  Populus Alba, Salix alba, Corylus avellana o Populus nigra con especies como Epilobium hirsutum, Rosa spp. y Rubus ulmifolius entre otras.  
Sin embargo, al igual que el río Zapardiel, el río Valtodano presenta un alto estado de degradación, especialmente notoria en su tramo tras atravesar el núcleo de Fuentes de Año hasta su desembocadura en Castellanos. 
Desde los 7 Km en adelante, el río entra en territorio IBA y en su tramo final tras el cruce con la carretera CL-605 entra en la zona ZEPA.

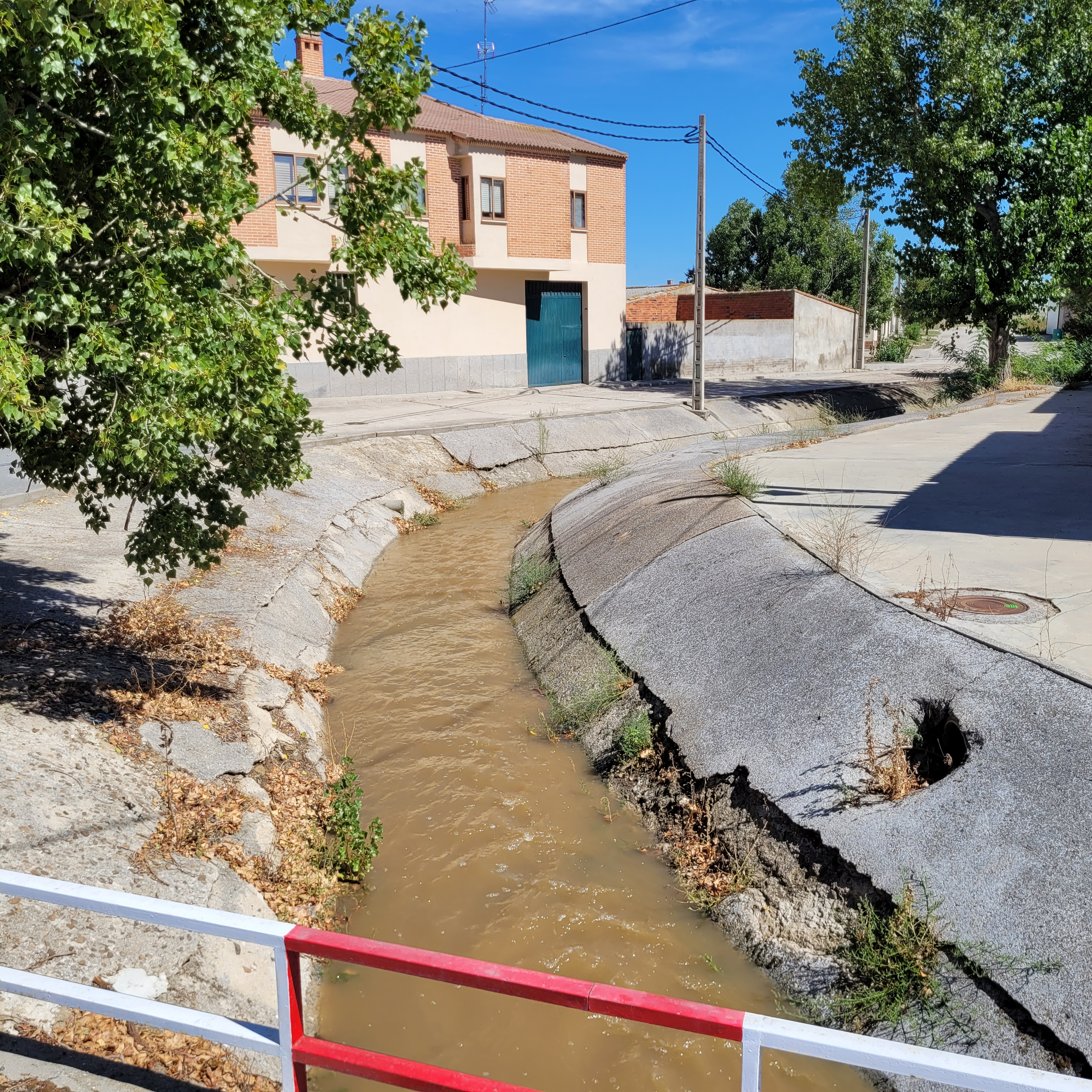
Río Valtodano en el casco urbano de Fuentes de Año donde se aprecia la canalización del mismo. Una parte del caudal va soterrado (de forma similar al río Zapardiel en Medina del Campo)

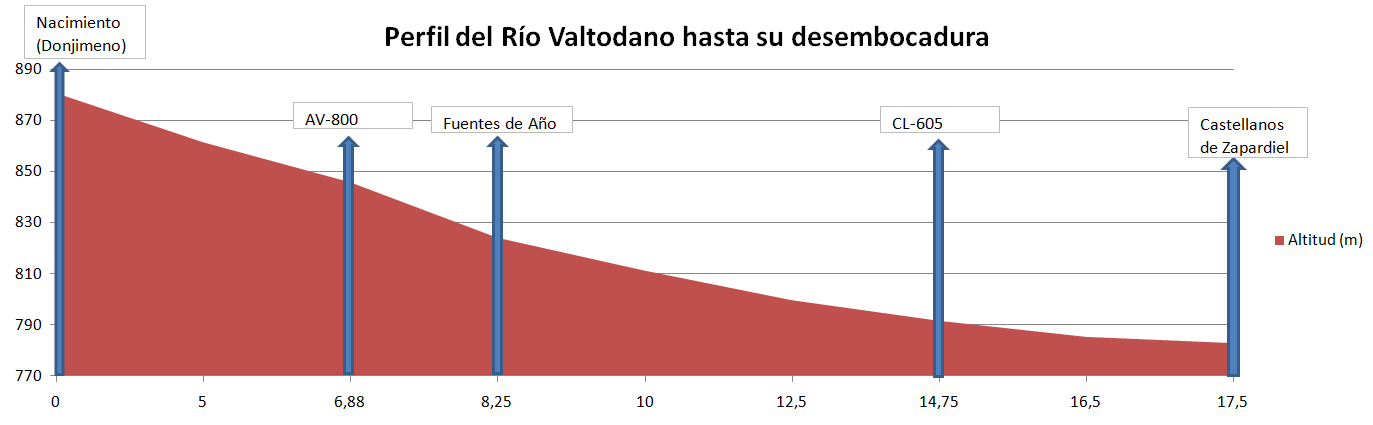
Perfil del río Valtodano.

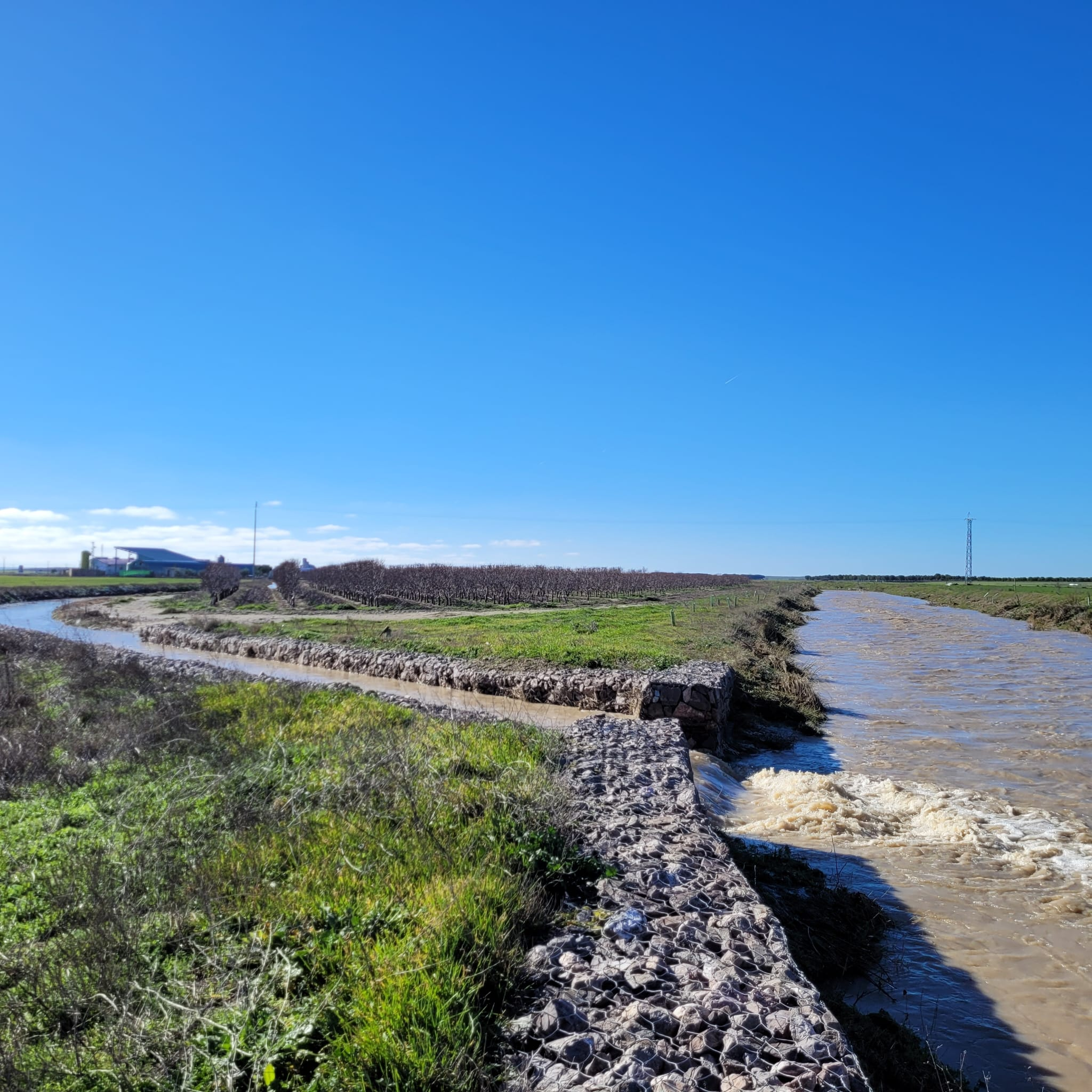
Desembocadura del río Valtodano (izquierda) en el río Zapardiel (derecha) en Castellanos de Zapardiel

## IBA 061 y ZEPATierra de Campiñas
Esta área de predominio de cultivos cerealísticos (trigo y cebada), con parcelas intercaladas de regadío se caracteriza por las lagunas de pequeño y mediano tamaño, denominadas ¨lavajos¨ que son de una gran importancia para las aves locales.
El río Valtodano entra en esta área. Algunas aves que pueden encontrarse son el milano real (Milvus milvus), el sisón común (Tetrax tetrax), la avutarda (Otis tarda), la grulla (grus grus) o el alcaraván común (Burhinus oedicnemus).
En su tramo final, el río también entra en el área ZEPA tierra de Campiñas.
Además se observa como el tramo IBA sirve como expansión de la zona ZEPA siguiendo el área del Valtodano.

## Inundaciones
El río Valtodano, se ha inundado en varias ocasiones siguiendo en general un patrón semejante al del Zapardiel. Algunos de estos eventos son los de 1891, la del año 1900, causada por una fuerte tormenta con granizo que afectó al valle del Zapardiel (afectando a Langa, Fuentes de Año, Barromán, Castellanos de Zapardiel, Cisla, Torralba...),1997, año en el que también hubo inundaciones generalizadas en las cuencas del Zapardiel, Trabancos y Arevalillo o la del año 2010 que afectó a Fuentes de Año por la crecida de un arroyo, y posteriormente del río Valtodano aguas abajo, producida por las fuertes lluvias. 
En el año 2023, tras las fuertes tormentas causadas por una DANA, causando daños en algunas tierras de cultivo (fundamentalmente), aunque también inundaron algunas vías pecuarias próxima al río y corrió una fina lámina de agua del río por algunas calles de Fuentes de Año (sin daños) a causa del desbordamiento, mientras que en Langa inundó los pastizales de la zona baja y arrastró algunos árboles.
En enero de 2024, se produjo una inundación que afectó a toda la comarca de La Moraña. El río Valtodano fue uno de los que se desbordó, cortando la carretera de Donjimeno a Fuente el Saúz y la de Castellanos de Zapardiel a Barromán, además de varias vías pecuarias de Fuentes de Año, siendo la más relevante la que va de dicho municipio a Castellanos (en varios puntos). Además de ello, los daños en los cultivos fueron cuantiosos y la confluencia con el Zapardiel produjo un desbordamiento que produjo daños aguas abajo. No obstante, se evitó la inundación del núcleo de Castellanos, desviando agua del Zapardiel antes de la desembocadura a través del Regato Uncabo. De esta forma, el desbordamiento tras la desembocadura del Valtodano se produjo por la margen izquierda.
No obstante, al ser un río de pequeño tamaño, los registros en prensa histórica son muy escasos, aunque cabe esperar que haya habido más eventos de inundación que no han sido recogidos en documentos históricos.

## Laguna del Regajal
El nacimiento del río Valtodano en la Laguna del Regajal se encuentra recogido dentro del Inventario Español de Zonas Húmedas (IEZH).
Además la Laguna del Regajal ha sido declarada como uno de los 15 PÍO (Punto de Interés Ornitológico) de la provincia de Ávilapor aves como el sisón común, el aguilucho lagunero occidental, el milano real, el águila imperial ibérica entre otras. El PÍO "Laguna del Regajal" además incluye un apartado de recursos turísticos de diversos municipios, encontrándose el río Valtodano en el listado de Langa y Fuentes de Año como recurso natural.

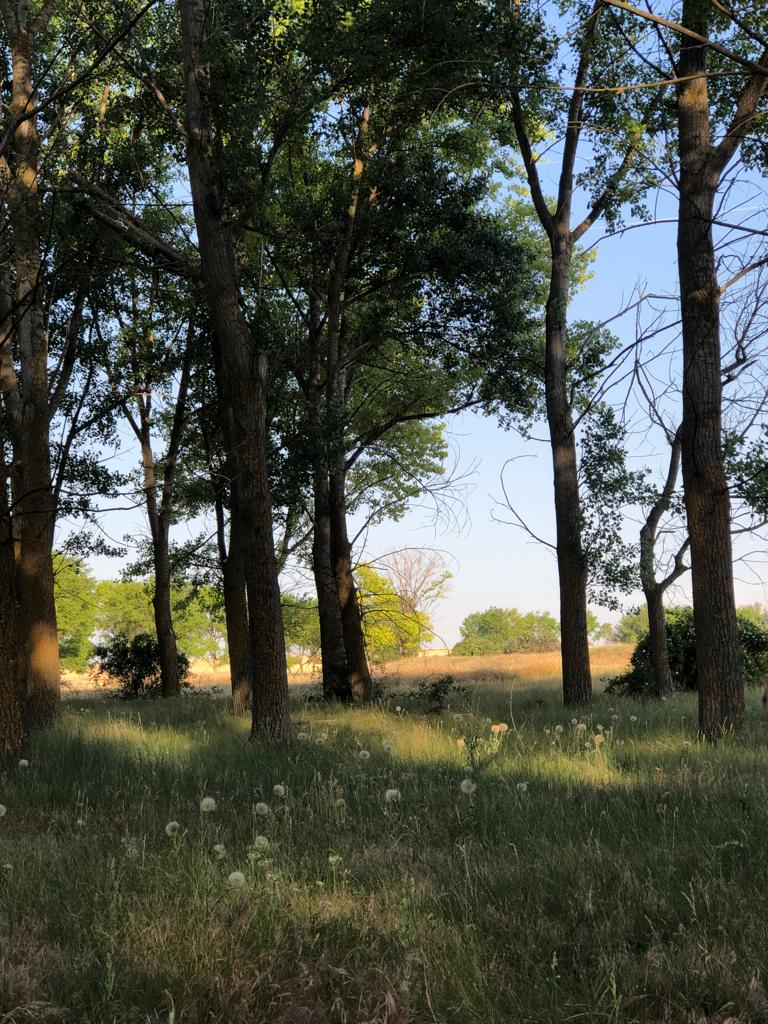
Vegetación de ribera del río Valtodano.

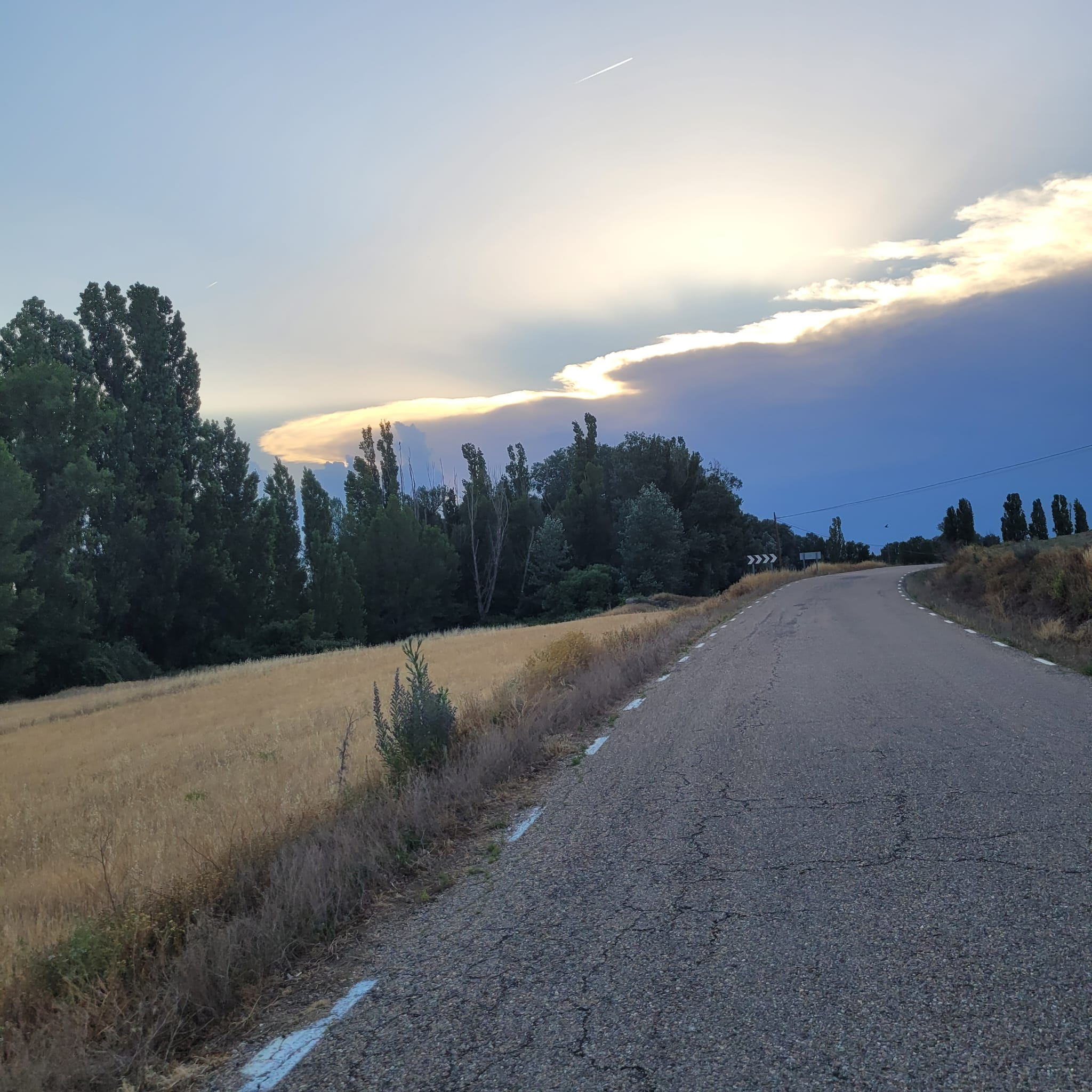
Bosque de ribera del Valtodano desde la carretera de Fuentes de Año.

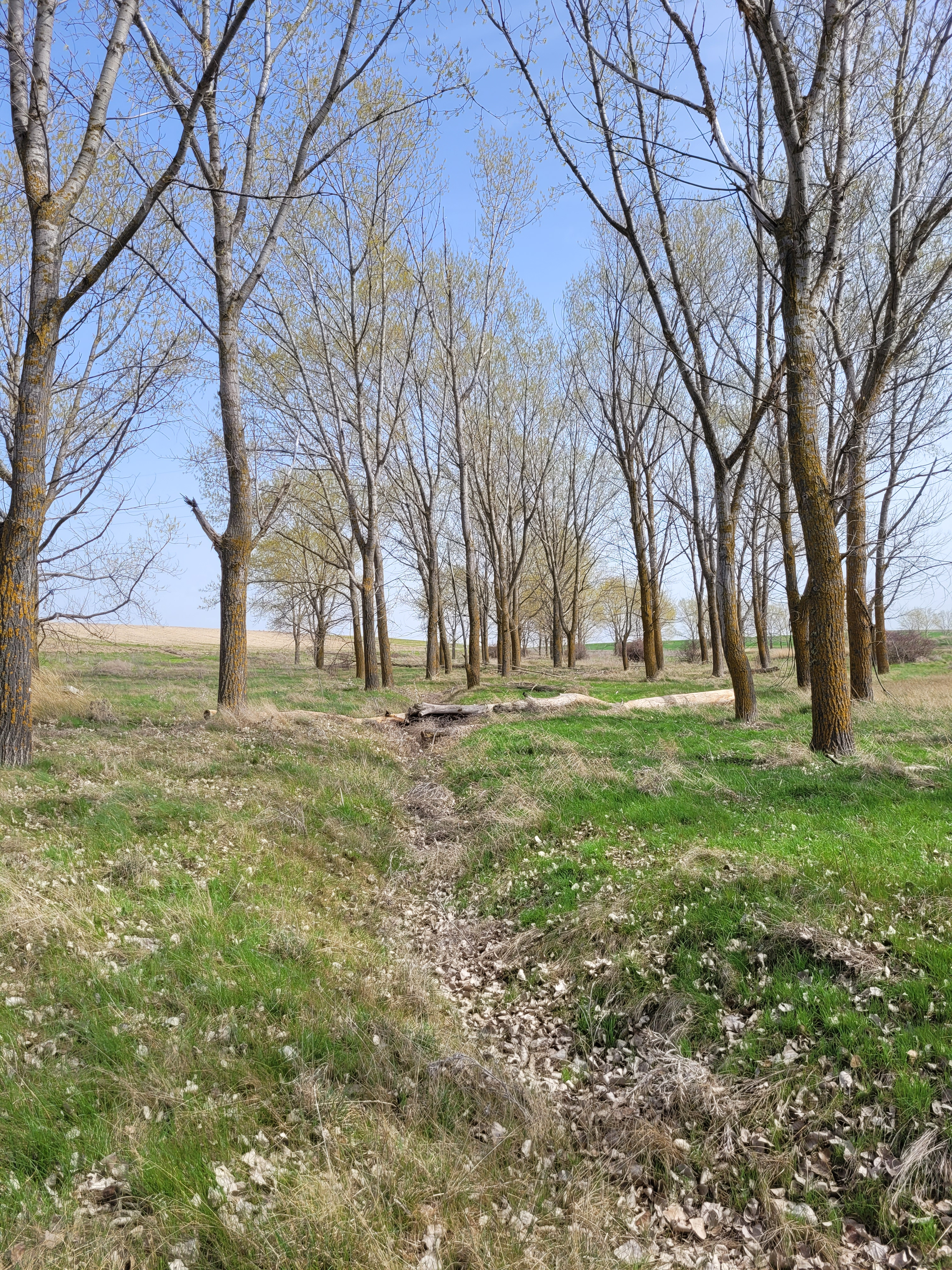
Cauce seco del río Valtodano en Langa (invierno), en uno de los bosques intermitentes de chopos combinados con juncáceas y especies del género Rosa.